# Szczytno
Szczytno (udtale: [ˈʂt͡ʂɨtnɔ]  (tysk: Ortelsburg) er en by i det nordøstlige Polen med 27.970 indbyggere (2004). Szczytno ligger i Warmian-Masurian Voivodship (siden 1999), men var tidligere i Olsztyn Voivodship (1975-1998). Den ligger i den historiske region Masurien.
Olsztyn-Mazury Regionsflyveplads, der ligger i nærheden, er den vigtigste lufthavn i regionen Masurien. Szczytno, som ligger på strækningen Olsztyn - Ełk, var tidligere et jernbaneknudepunkt, indtil Polske Jernbaner lukkede mindre forbindelser fra byen mod Czerwonka og Wielbark.
To søer, Domowe Małe og Długie (også kendt som Domowe Duże), ligger i byens område.